# Гасанлы, Хасай Фаиг оглы
Хасай Фаиг оглы Гасанлы (азерб. Xasay Faiq oğlu Həsənli; род. 12 января 2002, Ленкорань) — азербайджанский борец греко-римского стиля, выступающий в весовой категории до 77 кг. Чемпион Азербайджана среди взрослых (2023), двукратный чемпион Европы среди спортсменов до 23 лет (2022, 2024), серебряный призёр чемпионата мира и Европы среди спортсменов до 23 лет (2023).

## Биография
Хасай Фаиг оглы Гасанлы родился 12 января 2002 года в семье инженера-технолога в городе Ленкорань, в квартале (махалля) Бёюк-Базар. Является воспитанником Ленкоранской школы борьбы.
В июле 2019 года занял первое месте на летнем Европейском юношеском Олимпийском фестивале в Баку, одолев в финале немца Дени Накаева.
В декабре 2021 года, выступая за клуб «Нефтчи», стал серебряным призёром чемпионата Азербайджана, уступив в финале своему одноклубнику Санану Сулейманову.
В марте 2022 года Гасанлы выиграл чемпионат Европы среди спортсменов до 23 лет, который проходил в болгарском городе Пловдиве. В финале Хасай одолел грузинского борца Давида Сологашвили. В конце 2022 года Гасанлы занял третье место на чемпионате Азербайджана.
В марте 2023 года Гасанлы взял серебро на чемпионате Европы среди спортсменов до 23 лет, который прошёл в столице Румынии Бухаресте, проиграв в финале Александрину Гуту из Молдавии. В октябре этого же года Гасанлы завоевал серебряную медаль на чемпионате мира среди спортсменов до 23 лет, который прошёл в столице Албании Тиране. В финале Гасанлы снова уступил Александрину Гуту.
В декабре 2023 года Гасанлы, выступая за клуб «Нефтчи», выиграл чемпионат Азербайджана среди взрослых, одолев в финале весовой категории до 77 кг своего одноклубника Давуда Мамедова.
В мае 2024 года Хасай Гасанлы второй раз выиграл чемпионат Европы среди спортсменов до 23 лет в Баку.
В октябре 2024 года выиграл бронзовую медаль на чемпионате мира по борьбе среди спортсменов до 23 лет 2024 в Тиране (Албания). По словам спортсмена, до приезда на соревнование он был болен, у него была температура, а организм был истощен и медаль досталась ему с большим трудом.
13 марта 2025 года выиграл бронзу на чемпионате Европы по борьбе среди спортсменов до 23 лет, прошедшем в Тиране (Албания).